# Wendy Smits
Wendy Smits (Amsterdam, 22 januari 1983 – 9 oktober 2022) was een Nederlandse handbalster.

## Biografie
Smits begon haar carrière in Nederland bij achtereenvolgens HAVAS uit Almere, Oriënto uit Amsterdam, Kwiek uit Raalte en Zeeman vastgoed/SEW uit Nibbixwoud. In 2005 maakte Smits de overstap naar de Duitse 2. Handball-Bundesliga. Ze ging spelen voor het Baden-Württembergse TuS Metzingen. In het seizoen 2006/2007 scoorde ze 124 doelpunten voor Tus Metzingen. Na twee seizoenen bij Metzingen maakte ze de overstap naar, het naar de 1. Handball-Bundesliga gepromoveerde HSG Sulzbach Leidersbach. 
Ze wilde oorspronkelijk bij Tus Metzingen blijven, maar vertrok toch nadat Metzingen door puntenaftrek vanwege een niet speelgerechtigde speelster, niet promoveerde naar de 1. Bundesliga. Na één seizoen bij HSG Sulzbach Leidersbach vertrok ze in 2008 naar Frisch Auf Göppingen. In 2009 keerde ze terug naar de Nederlandse eredivisie en ging spelen voor SV Dalfsen. In Duitsland brak de eenzaamheid haar op en kwam ze in een sociaal isolement terecht.
In 2012 waagde ze weer de overstap naar Duitsland en ging ze spelen bij HSG Blomberg-Lippe. Na een half jaar vertrok Smits weer bij HSG, vanwege 'familiaire redenen'. Ze ging spelen in de Nederlandse eredivisie voor Fortissimo. In het seizoen 2012/2013 degradeerde ze met Fortissimo naar de Eerste divisie. In december 2015 stapte ze op bij Fortissimo na een meningsverschil met hoofdtrainer Kees Boomhouwer. In januari 2016 maakte Smits de overstap naar eerste divisie club Foreholte.
In 2017 beëindigde ze haar carrière.

## Ziekte en overlijden
Smits had kanker, waaraan ze op 9 oktober 2022 op 39-jarige leeftijd overleed.

## Onderscheidingen
- Linkeropbouwster van het jaar van de Eredivisie: 2010/11, 2011/12[8]